# پرانتز باز
پرانتز باز مجموعه تلویزیونی در ۲۰ قسمت ۶۰ دقیقه‌ای محصول سال ۱۳۸۹ به تهیه‌کنندگی داریوش بابائیان و کارگردانی کیومرث پوراحمد است که با حمایت سیما فیلم ساخته و از شبکه تهران پخش شد.

## خلاصه داستان
آقای گلشهر یک مسافرخانه قدیمی را که حالا به یک ساختمان متروکه و دورافتاده در گوشه‌ای از شهر تبدیل شده، بازسازی می‌کند و آن را به مهمانخانه‌ای مجلل تبدیل می‌کند و خودش هم در آن مشغول به کار می‌شود. حضور آدم‌های مختلف در این مهمانخانه این شرایط را فراهم می‌کند که آدم‌های مختلفی با حضور در آن، داستان‌های مختلفی را رقم بزنند که موضوع بیشترشان حول مضامین اجتماعی می‌شود.

## بازیگران
- امیر غفارمنش
- فردوس کاویانی
- طناز طباطبایی
- امیر آقایی
- غلامرضا نیکخواه
- کوروش سلیمانی
- سیروس همتی
- علیرضا جعفری
- شاهرخ استخری
- فرزین محدث
- رضا کیانیان
- مرضیه برومند
- مهرانه مهین ترابی
- مجید سعیدی
- ابراهیم‌آبادی
- بهرام شاه‌محمدپور
- معصومه میرحسینی
- امیررضا وزیری
- مهدی احمدی
- رزیتا حفیظ
- عطیه غبیشاوی
- آزاده مهدی‌زاده
- مریم خدارحمی
- محمدرضا ترابی
- مالک سراج
- رحمان باقریان
- حسین عابدینی
- محمدعلی میاندار
- شاهرخ نورمحمدی
- احسان فدایی
- علی اوسیوند
- مهدی باقربیگی
- رضا بابک

## جوایز و نامزدها
| ۱۳۹٠ | دوازدهمین جشن حافظ |                                 |               |          |
| ۱۳۹٠ | دوازدهمین جشن حافظ | بهترین بازیگر زن کمدی تلویزیونی | طناز طباطبایی | نامزدشده |